# Stylodipus andrewsi
Stylodipus andrewsi is een zoogdier uit de familie van de jerboa's (Dipodidae). De wetenschappelijke naam van de soort werd voor het eerst geldig gepubliceerd door Allen in 1925.